# Lalipaki
Lalipaki (ou Laligari) est une localité du Cameroun, située à proximité de la frontière avec le Tchad, dans le département du Mayo-Kani et la Région de l'Extrême-Nord. Elle fait partie de la commune de Touloum (arrondissement de Porhi) et du canton de Touloum rural.

## Population
En 1969, le village comptait 369 personnes, des Toupouri. À cette date, un marché hebdomadaire s'y tenait le dimanche
Lors du recensement de 2005, on y a dénombré 1 004 personnes.